# 金周栄 (小説家)
金 周榮（キム・ジュヨン、김주영、1939年1月26日 - ）は韓国の小説家である。慶尚北道青松郡出身。

## 略歴
登壇して『安東文学』の活動をし、その後もグルバット同人会の同人、韓国文人会協会の安東支部長などを務めた。1978年に、発表した｢赤い焼け｣、｢天空の刀｣、｢息子の冬｣などは、幼い時の空間を描いた作品である。1979年から5年間は、『ソウル新聞』に歴史小説｢客主｣を連載した。
特徴は、農村を背景にする場合には、郷土的な俗語などを用いて、諧謔的に書く。そして、都市を背景にした場合は、疎外された人間に対するニヒル的な描写と、動物的な環境で生存する人間たちへの強い懐疑について書いている。彼の小説世界は、都市に対する意図的な風刺小説と成長小説、そして歴史小説などに分けられる。

## 受賞歴
- 1970年、「夏狩り」が月刊文学の佳作入選
- 1971年、月刊文学の新人賞
- 1982年、小説文化賞
- 1984年、第1回柳周鉉文学賞

## 主な作品
作品
- 1979年、「객주」(客主)[2]
- 1975年、『여자를 찾습니다』(女を探しています)
- 1978年、『위대한 악령』(偉大なる悪霊)
- 1983年、『겨울새』(冬鳥)
- 1986年、「천둥소리」(雷の音)
- 1986年、「활빈당」(活貧党)
- 1986年、「거울 위의 여행」(鏡の上の旅行)
- 1987年、「고기잡이는 갈대를 꺾지 않는다」(漁師はアシを折らない)
- 1989年、『어린날의 초상』(幼い時の肖像)
- 1996年、『야정』(野情)
- 1997年、『홍어』(ガンギレイ)